# 漢娜旅館山 (加利福尼亞州)
漢娜旅館山（英語：Mount Hannah Lodge）是位於美國加利福尼亞州萊克縣的一個非建制地區。該地的面積和人口皆未知。

## 地理
漢娜旅館山的座標為38°53′16″N 122°43′50″W / 38.88778°N 122.73056°W，而該地的平均海拔高度為781米（即2595英尺）。